# Lawndale (Karolina Północna)
Lawndale – miasto w Stanach Zjednoczonych, w stanie Karolina Północna, w hrabstwie Cleveland.